# Munna wolffi
Munna wolffi är en kräftdjursart som beskrevs av Eugenio Fresi och Mazzella 1974. Munna wolffi ingår i släktet Munna och familjen Munnidae. Inga underarter finns listade i Catalogue of Life.